# На задворках Великой империи
«На задворках великой империи» — исторический роман Валентина Пикуля в двух книгах. Впервые издан в 1964—1966 годах. Книга 1 — «Плевелы», книга 2 — «Белая ворона».

## Содержание романа
В романе рассказывается о судьбе высокопоставленного российского чиновника прогрессивных убеждений князя Сергея Яковлевича Мышецкого (прототип — князь Урусов), который в 1904 году получил высокий пост в провинции — вице-губернатора Уренской губернии (Семипалатинская область).
Блестящий юрист и знаток законов, он находит Уренск ужасным городом и начинает проводить реформы, способные, по его мнению, восстановить положение дел в губернии. Однако он не в силах переломить общую косность и, сам того не замечая, в конце концов начинает принимать взятки, проводить реформы не соответствующие законам и т. п. В итоге Уренск остаётся таким же, каким он и был. Единственная заслуга нового губернатора (прежний убит анархистами) была в уничтожении преступного городского квартала, называемого в народе «Обираловкой».
На губернатора пишут донос и император снимает его с поста и лишает звания камер-юнкера Его Императорского Величества. Но чиновник не сдаётся, и в революционном 1905 году пост ему возвращают. События Первой русской революции показаны через призму глухой российской провинции и доведены до назначения премьер-министром России П. А. Столыпина и покушения эсеров на него в августе 1906 года.
В незаконченной третьей книге романа, опубликованной в 1992 году под названием «Судьба князя Мышецкого», описана жизнь главного героя после 1917 года: арест ЧК, работа бухгалтером в продорганах, учителем в сельских школах, консультантом на «Ленфильме», совслужащим. Во время Великой Отечественной войны он остается в Ленинграде и умирает от голода во время блокады.
В петербургских эпизодах романа действуют реальные исторические лица (Николай II, Плеве, Сипягин и мн. др.).